# Telicomys
Telicomys és un gènere extint de mamífers rosegadors de la família dels dinòmids que visqueren a Sud-amèrica des del Miocè superior fins al Pliocè superior, fa entre 3 i 11,6 milions d'anys. Se n'han trobat restes fòssils a les formacions de Chapadmalal, Monte Hermoso, Puerto Belgrano (Argentina) i el Solimões (Brasil). Eren si fa no fa igual de grossos que una vaca, amb una llargada de 2,7 m, i probablement ocupaven un nínxol ecològic similar. Les estimacions del seu pes tenen un alt grau d'incertesa i van des de 200 fins a 500 o 600 kg.